# Villa Atelier
Villa Atelier è un edificio residenziale con laboratorio artigianale a Picedo di Polpenazze del Garda, progettato nel 1972 dall’architetto Maurizio Betta. L'opera di architettura brutalista è caratterizzata dall'uso di un tetto giardino, di brise-soleil, ed una piastra nervata con colate monolitiche di cemento armato a vista.

## Storia
Costruita tra il 1972 e il 1978, il fabbricato con vista sul Lago di Garda è ubicato su di una piccola collina presso il villaggio di Picedo. Nel 2007 rischia di essere demolita per la costruzione di un condominio. Antonino Cardillo espone la vicenda su Il Giornale dell'Architettura:
È legittimo che la DARC debba affidarsi a criteri oggettivi e, pertanto, non disponendo di uno strumento legislativo che renda possibile la tutela diretta di un’opera contemporanea, l’unica via nello specifico sarebbe quella di stimolare una convergenza d’interesse della comunità scientifica verso l’opera ed il suo progettista, nella speranza di riattivare la pratica presso la DARC prima della demolizione.
Qualche tempo dopo la DARC (poi Direzione Generale per l’Arte e l’Architettura Contemporanee dello Stato Italiano) emette un decreto di vincolo che obbliga il nuovo proprietario a conservare l'opera. Nel 2015 l'edificio è stato restaurato con l'aggiunta di una piscina perimetrale.

## Descrizione
Caratterizzato dalla forte presenza di portici con pareti inclinate traforate, si inserisce armoniosamente nel paesaggio collinare della piccola frazione di Picedo. I tetti giardino sono elementi caratterizzanti del progetto che sfrutta il plasticismo del calcestruzzo e le notevoli possibilità offerte dalla tipologia a pianta libera. All'interno dell'edificio, è presente una scala elicoidale monolitica di concreto, priva di sostegno centrale.